# 坎苏镇
坎苏镇，是中华人民共和国新疆维吾尔自治区伊犁哈萨克自治州新源县下辖的一个乡镇级行政单位。
2016年7月13日，新疆维吾尔自治区人民政府批复同意撤销坎苏乡建制，设立坎苏镇。

## 行政区划
坎苏镇下辖以下地区：
哈萨克买里村、阔克托别村、库尔乌泽克村、坎苏村和坎苏新村。